# Етногенез білорусів
Етногенез білорусів — це перебіг формування білоруського етносу.
Білоруський народ  є однією з гілок східнословянської підгрупи словянської групи індоєвропейської семї народів. Цей народ сформувався внаслідок тривалих і складних етнічних перебігів, що діялися в різний час на теренах Білоруси. Народ увібрав у себе й переробив різноманітний генетичний фонд протягом кількох тисячоліттів.

## Генетичні дані
За концентрацією генів «М» та «N» білоруський етнос посідає проміжне положення між центральноєвропейською і східноєвропейською зонами (головних є три:
- західна,
- центральна і
- східна)[1][2].

Локальні варіанти на території Білоруси складають дві основні зони:
- південно-західну з частотою гену «М» понад 60 % і
- північно-східну з частотою менш як 60 %[1][2].

У популяціях Західного Полісся зі статистичною імовірністю частіше трапляються гомозиготи, що вказує на відносну ізоляцію в минулому. Відомощі дослідженнів резус-фактору вказують на автохтонність білоруських сільських популяцій. За чутливістю до фенілтіокарбаміду білоруси з литовцями та українцями майже не відрізняються. Але є відмінність від поляків та росіян. Вивчені гаплотипи дають підставу стверджувати, що білоруська популяція більше, ніж інші, відповідає східнословянській предковій спільности. Термін «східнословянський» використовується щодо білорусів умовно , зоставляючи більш точним використання втямку «східноєвропейський» щодо народу Білоруси.
У 2005—2010 роках в Інституті генетики і цитології Національної академії наук Білорусі провели дослідження генофонду білорусів за даними трьох типів генетичних маркерів — автосомних, мітохондріяльних і Y-хромосоми.
Висновки дослідження
«Відміннощі між білоруськими популяціями є меншими, ніж відміннощі є між українськими популяціями, і набагато менші, ніж відміннощі присутні в нутрі російських популяцій. Себто, різні популяції білорусів генетично дуже схожі одне на одного». Тим часом щодо трудности про схожість генофонду білорусів на балтів і словян визначено, що «у батьківській лінії відміннощі білорусів від балтів виражені дуже явно — у гаплогрупі „Y“ білоруси належать до кола східних і західних словян. У материнській лінії (гаплогрупи „мтДНК“) білоруси однаково схожі на балтів і на словян — як західних, так і східних». За аналізом ДНК (MyHeritage) найближчими до білорусів є українці, поляки, литовці й латиші (для 87,9 % досліджених з Білорусі на генетичному рівні характерний балтській етнос, для 86,4 % — східноєвропейський, для 56,6 % — балканський)
Дослідження з Y-хромосоми
Згідно з цим дослідженням, найбільша частина досліджених геномів білорусів містила гаплогрупи «R1a» (60 %) і «I1b» (17 %). Виходячи з частот гаплогруп Y-хромосоми (що передавалася від батька нащадкам чоловічої статі) генофонд білорусів можна схарактеризувати як європейський (на що вказує гаплогрупа «R1b3»), східноєвропейський (за переважанням гаплогрупи «R1a») і північний східноєвропейський (через присутність гаплогрупи «N3»). Наявність у значної частини популяції Білорусі гаплогрупи «I1b» свідчить на користь наявності генетичних зв'язків із народами Південної Європи. Таким чином, порівняння результатів з геномом інших європейських народів показує, що за маркерами Y-хромосоми білоруси «виявляють високу схожість зі східними слов'янами й більшістю західних слов'ян, але генетично далекі від балтів». Крім того, виявлена генетична спільність, яка «утворює єдиний щільний кластер, що включає білорусів, поляків, південно-західних мешканців теренів сучасної Росії пов'язаних з етнічною історією Білорусі та України (Бєлгородської, Воронезької, Курської, Орловської областей), а також росіян Тверської області». До того ж, відмінності між північними й південними білорусами з даного маркеру виявилися мінімальними. Третя за чисельністю у білорусів гаплогрупа «N1c», і у середньому її частота змінюється від 8 % на півдні до 15 % на півночі. Дана Y-хромосома маркує міграційний потік з півночі, пов'язаний ймовірно з угрофінським компонентом.
Дослідження з мітохондріальної ДНК
Дослідження мітохондріальної ДНК, що передається від матері нащадкам обох статей, показали, що найбільша частина генофонду білорусів представлена гаплогрупою H (38 %), а решта частини гаплогрупи «J», «U5a», «T» (7-10 %). Спостерігаються «істотні відмінності між південними й північними білорусами. Вони досягнуті шляхом вираженої своєрідності північних білорусів, яка не пов'язана з балтським субстратом в материнських лініях спадкування — північні білоруси у рівній мірі генетично віддалені від балтів і від західних слов'ян (в тому числі й від поляків), та від фіно-угрів, від практично всіх популяцій східних слов'ян». Наголошується, що у мітохондріальної ДНК «дуже велика схожість південних білорусів з південними й західними російськими популяціями: до них південні білоруси в 3-5 разів генетично ближчі, ніж до північних білорусів».
Дослідження за автосомною ДНК
Порівняльний аналіз генофондів Західної Євразії показав, що «в аутосомних ДНК маркерами всі східні слов'яни входять в один кластер Східної Європи. Однак українські та російські популяції розташовані ближче один до одного, ніж до білорусів… Українці та росіяни опиняються ближче до популяцій Західної та Південної Європи, ніж білоруси. На жаль, за цими маркерами не вивчені найближчі західні та північні сусіди білорусів, і зокрема, балтійські народи. Можна припускати, що деяку своєрідність генофонду білорусів пов'язано з внеском балтського субстрату».

## Концепції етногенезу

### «Племінна»концепція
На початку XX століття в середовищі білоруської національної інтелігенції сформувалася концепція, згідно з якою білоруси походили від літописного племені кривичів. Автором «кривицької» концепції був Вацлав Ластовський. Раніше подібні ідеї умовно називали «племінними» концепціями, озвучували їх Микола Костомаров і Михайло Погодін. Концепція не отримала широкого розповсюдження, але послужила ідейною основою для формування «кривицько-дреговицько-радимицької» концепції. Її авторами були відомі історики й мовознавці Юхим Карський, Мойсей Грінблат, Митрофан Довнар-Запольський та Володимир Пічета. Концепція ґрунтується на ідеї про формування білоруського етносу в результаті етнічної консолідації племен, що населяли етнічну територію білорусів. Популярність даної концепції досить велика, хоча вона і не враховує хронологічний проміжок між зникненням літописних племен в середині XII століття і формуванням спільного білоруського етнічного комплексу.

### «Балтська» концепція
У 1960-х роках — на початку 1970-х років московським археологом Валентином Седовим була сформована нова концепція. Відповідно її білоруський етнос сформувався від змішування і взаємоасиміляції місцевих балтів із зайшлими слов'янами, до того ж балти в етногенезі білорусів зіграли роль субстрату (підоснови). Концепція будувалася на підставі віднесення археологічних культур пізньої залізної доби на території Білорусі до балтських, що нині практично ніким не заперечується. Під час численних розкопок Валентин Седов знайшов цілий ряд прикрас, знарядь праці, зброї, які були характерні для балтської культури й не належали слов'янам. На його думку, міграція на ці території слов'ян почалася в середині I тисячоліття нашої ери, до того ж у цей період слов'яни заселили лише території південніше р. Прип'яті. Заселення слов'янами основної частини території Білорусі, згідно В. Седова, належить лише до VIII—X століть. Як аргумент на користь «балтської» концепції наводиться факт наявності в багатьох елементах мови та культури білорусів балтських коренів. До прикладу, поклоніння вужам і камінню в традиційній релігії білорусів, постоли прямого плетіння, техніка будівництва житла, ряд звуків білоруської фонетики (твердий звук «р», акання). З іншого боку, українські постоли такі ж, як і білоруські, а шанування каменів зустрічається у всіх східних слов'ян. Попри те, що більшість сучасних дослідників загалом приймають «балтську» концепцію, часто ставлять під сумнів «великий» вплив балтів на формування білоруського народу, його культури та мови. Відповідно тверджень етнолога Михайла Пилипенка, балти виступили субстратом не задля формування безпосередньо білорусів, а як підоснова слов'янських спільностей кривичів, дреговичів і радимичів. Втім, на думку В'ячеслава Носевича, «нова концепція» Михайла Пилипенка є спробою згладити суперечності між «балтською», «кривицько-дреговицько-радимицькою» та «давньоруською» концепціями, і вона нічого нового не несе.

### «Фінська» концепція
Висунута письменником Іваном Ласковим. Відповідно до неї, предками білорусів виступили фіно-угри. Сформована на підставі наявності значної кількості стародавніх фіно-угорських гідронімів на території Білорусі (наприклад, Двіна, Свір). Однак, фіномовне населення на теренах Білорусі мешкало у глибоку давнину, і було асимільоване не слов'янами, а древніми балтами, розселилися в Понеман'ї, Подвин'ї та Подніпров'ї у бронзову добу. Фіни на території Білорусі стали субстратом не білорусів, а стародавніх балтів.

### «Давньоруська» концепція
Після Другої світової війни у підконтрольній КДБ науці СРСР під орудою КПРС панівну роль зайняла «давньоруська» концепція, згідно з якою білоруси поряд з українцями та росіянами, утворилися у наслідку розпаду єдиної давньоруської народности в XII—XIII століттях. Поряд із цим заборонялося білорусам провадити наукові дослідження, що суперечили би проросійській імперській ідеології КПРС СРСР. Теоретично ця концепція була обґрунтована Сергієм Токаревим, в її розробці також брали участь археологи Петро Третьяков й Борис Рибаков. Окремі положення «давньоруської концепції» піддавалися серйозній науковій критиці з боку археологів Валентина Сєдова та Едуарда Загорульського. Проти гіпотези про «єдину» давньоруську народність активно виступив археолог Георгій Штихов, після чого у навчальні посібники з історії Білорусі потрапив підрозділ «Про проблему давньоруської народности», що містить критику цієї концепції. Попри критику, «давньоруська» концепція залишається поширеною і на початку XXI століття.

### «Польська» та «російська» концепції
Теорії обґрунтування перебування Білорусі у складі Речі Посполитої та Російської імперії (див. «Історія Білорусі»). «Польська» концепція (представлена — Л. Галембовським, А. Ф. Рипинським) та «російська» концепція (представлена — О. І. Соболевським, І. І. Срезневським) має спільну позицію, згідно з якою етнічна територія білорусів розглядається ними як «споконвічно польська територія» чи «споконвічно російська», на пояснення цього вони висували ідею «відсутності» у білорусів окремої від них білоруської мови (яка зазнавала паралельно цим теоріям дискримінації під владою обох зазначених державних утворень). Але вже на початку XX століття науковець Ю. Ф. Карський у фундаментальній праці «Білоруси» довів самостійність білоруської мови від польської мови й від російської мови, тим самим спростував основний «аргумент» прихильників вказаних концепцій. Нині точка зору щодо білорусів і білоруської мови як самостійного етносу й мови у складі східнослов'янської групи, абсолютно переважає в академічній науці.

## Етнічна основа і час появи білорусів
Виникнення білоруського народу є закономірним результатом минулого етнічного розвитку населення Білорусі, зумовленого законами етногенезу. В історичній літературі виникнення білоруського народу висвітлюється не завжди правильно, поза зв'язком з законами етногенезу та реальними історичними обставинами. Нерідко замість фундаментальних, теоретично обґрунтованих розробок, що базуються на широкому джерельному матеріалі, пропонуються висловлені у різний час припущення, далекі від науковості. Важко назвати науковими концепціями деякі міркування непрофесіоналів, аматорів. Наприклад, ідея про виникнення білорусів на основі фінського етносу. Вона була запропонована Ласковим І. А., далеким від гуманітарних наук. Для нього достатньо було вказати на те, що на теренах Білорусі зустрічаються окремі фіно-угорські топоніми. Незначне число фіно-угорських гідронімів дійсно існує, але на північному сході Білорусі. В цілому у гідронімах Білорусі переважають балтські річкові назви. Однак перевага тут неслов'янської гідроніміки може свідчити тільки про те, що слов'янам тут передували фіно-угорське населення та балтське населення. До того ж фіно-угорська гідроніміка з'явилася ще в неоліті до приходу балтів, частково стала використовуватися останніми. А слов'яни ж пізніше застали на цій території не самих фіно-угрів, а балтів. Таким чином, жодного впливу на етногенез білорусів фіно-угри надати не могли.
Безсумнівним є той факт, що слов'яни поширилися на території раніше зайнятій балтами, що і пояснює використання ними річкових назв, якими користувалося місцеве балтське населення, в тому числі й фіно-угорські гідроніми. Вважається помилковою запропонована Сєдовим В. В. теза про вирішальну роль у етногенезі білорусів балтського субстрату. Згідно з цією ідеєю, Єрмолович М. І. прямо називає білорусів «слов'янізованими балтами».
Ніколи субстрат не може бути етнічною базою етносу, який формується. Слов'яни як носії культури празького типу почали змішуватися з балтами ще в VI—VII ст. нашої ери, незабаром після їх розселення в межиріччі Бугу та Дніпра, де до них жила частина балтів. Балтський субстрат на той час зіграв відому роль у формуванні східної групи слов'ян, яка стала ядром давньоруської народности. Тому частка балтського компоненту присутня у всіх східних слов'ян, які розселилися пізніше на теренах Східної Європи. Але слов'яни не стали ні білорусами, ні українцями, ні сучасними росіянами.
Слов'яни, які прийшли пізніше на територію середньої й північної Білорусі, знову асимілювали якусь частину балтів. Але далеко не всяке змішання може призвести до етнічної трансформації й з'яви етносу. Включення інших етносів може бути відчутним і розглядатися як вплив субстрату, але воно не веде до втрати суперстратом його основних етнічних характеристик. Суперстрат може зазнати лише незначні зміни, придбати під дією субстрату деякі нові риси в мові, в культурі або в антропологічному типі, але ступінь впливу етнічного субстрату в етногенезі буває різним і залежить від багатьох факторів. Воно значніше тоді, коли носій субстрату великий в кількісному відношенні й рівні культурного розвитку. Прийнято вважати, що при етнічних взаємодіях перемогу отримує етнос з вищим рівнем господарського, культурного і соціального розвитку. Однак слід нагадати, що розвиток етносу визначає не тільки один субстрат.
Все вказує на те, що взаємодія слов'янського і балтського населення на території Білорусі носила саме асиміляційний характер і не призвело до помітної трансформації слов'янського етносу. Збереглися слов'янська культура, давньоруська мова і, що особливо важливо, руська етнічна самосвідомість. Як свідчать джерела, слов'янізація балтів відбулася швидко і завершилася вже до початку XI ст.. У наступні століття після завершення асиміляції балтів слов'яни цього регіону продовжували вважати себе та називати себе руськими. Про включення до складу слов'янського населення балтів мовчали навіть перші руські літописці, які знали та записали те, що слов'яни були корінним населенням території Стародавньої Русі й прийшли сюди в процесі слов'янського розселення.
Важко уявити, що балтський субстрат міг проявити себе через кілька століть після зникнення балтського населення на території Західної Русі, та до того ж ще стати головною причиною появи білорусів.
У проблемі походження білорусів важливо визначитися з датами. Глибоко помилковою є позиція деяких авторів, які дотримуючись тези про вирішальну роль у появі білорусів балтського субстрату, доводять справу до абсурду вважаючи, що змішання балтів зі слов'янами, незалежно від часу й обставин, автоматично призвело до народження білоруського етносу. Ця гіпотеза логічно збігається з позицією противників існування давньоруської народности, через що в їх уявленні формування білоруського етносу мало відбуватися в другій половині I тис. н. е.. Так, у деяких навчальних посібниках з історії Білорусі розділ про виникнення білорусів стали поміщати відразу ж після розділу «Залізна доба» перед епохою Стародавньої Русі. Дотримуючись помилкової тези про появу білорусів зі змішування балтів та слов'ян, Штихов Г. В. білорусами або «прабілорусами» називав носіїв банцеровської та колочинської культур (середина — друга половина I-го тис. н. е.), в яких нічого не було слов'янського. А білоруси — органічна частина слов'янського світу. Жодної іншої етнічної основи, крім слов'янської, у формуванні білорусів бути не могло.
Друга поширена помилка — виводити походження білорусів безпосередньо з так званих східнослов'янських племен: кривичів, дреговичів і радимичів. Коли східні слов'яни стали заселяти територію Білорусі на північ від Прип'яті, вони вже являли собою не племена, а більш високий тип етнічної спільності — давньоруську народність. Вона й стала тією основою, на якій формувалися білоруси, так само як і українці, та пізніше росіяни. Таким чином, виникнення цих народів належить до післястарожитноруського періоду.
Білоруський етнос формувався не на всій території Стародавньої Русі, а на основі тієї частини давньоруської народности, яка заселяла основну територію сучасної Білорусі. І якщо цю частину давньоруської народности літопис «Повість врем'яних літ» іноді називав також кривичами, радимичами та дреговичами, то необхідно мати на увазі, що йдеться не про племена, а про територіальні групи давньоруського населення, які етнічно між собою не відрізнялися. Точності у визначенні цих етнонімів немає у працях Грінблата М. Я. та Пилипенко М. Ф., присвячених проблемі походження білорусів. Така невизначеність у поняттях може викликати питання про місце в етногенезі білорусів так званої давньоруської народности. Також помилковою є гіпотеза про появу білорусів на основі тільки одинокого «кривицького племені».
Виникнення білоруського етносу серед інших слов'янських народів було зумовлено всіма тими чинниками, які проявляють себе в етногенезі: це й етнічне минуле, і просторовий фактор (велика територія, яку займали східні слов'яни), і дія етнічних субстратів, і роль політичного поділу східних слов'ян, який почався у XIII столітті, різне політичне оточення, в якому розвивалися різні східнослов'янські області. Все це слід враховувати при поясненні причин появи білоруського народу.
Досліджуючи проблему походження білорусів, необхідно виділити основні характерні ознаки білорусів у мові, матеріальній та духовній культурі; простежити коли, як і чому вони виникли. Дуже важливо з'ясувати становлення й запровадження білоруської етнічної ідентифікації.

## Генофонд і антропологічний тип
Доктор біологічних наук, антрополог і генетик Олексій Микулич (у 1976—1978 рр.), беручи до уваги антропологічні ознаки, а також поширеність тих чи інших груп крові, стверджує про єдиний расовий тип білорусів, аукштайтів, латгалів, жителів Чернігівщини, Смоленщини, Брянщини, так званої «Нової Мазовії» і зводить цей тип ще до неолітичного населення Східної Європи. Білоруси антропологічно й генетично незмінні як мінімум 3500 років не менш 140 колін у родоводі білоруського етносу (а слов'яни з'явилися тільки в IV—VI століттях н. е.), тобто білоруси є автохтоном і не правильним є пов'язувати походження білорусів лише зі слов'янами.
Антрополог Юхим Чепурківський у 1913 р. виділив серед білорусів два основних типи:
1. населення з переважанням темно-пігментованої шкіри, круглоголових і низькорослих на Поліссі, та
2. більш світловолосе, яснооке населення, довгоголове у басейні річок Німану і Західної Двіни.

Населення Полісся за сукупністю чинників було найчастіше ізольоване від інших популяцій на території Білорусі, що дає можливість припускати, що воно антропологічно ближче до аборигенного населення.
Виникнення білорусів слід розглядати як результат їх минулої етнічної історії. Дуже віддалені події отримали своє відображення в деяких етнічних і антропологічних характеристиках сучасних білорусів.
В етнічній історії Білорусі виділяється кілька періодів:
- доіндоєвропейський, який збігається з кам'яною добою (XXV—III тис. до н. е.);
- балтський, що збігається з бронзовим і залізним добами (II тис. до н. е. — сер. I тис. н. е.);
- слов'янський (з другої половини I тис. — до наших днів).

- давньоруський (до XIII ст.)
- білоруський (від XIV—XVI ст. до наших днів).

Ці дати й кордони між етнічними періодами є умовними, оскільки етнічні процеси протікають дуже повільно, і перехід від одного періоду до іншого може займати багато часу. Центр ваги «етнічних хмар (ареалів)» білорусів та українців у просторі знаходяться поблизу, але вказані «хмари» перекриваються тільки наполовину, майже відійшовши від «хмари» росіян. До того ж, якщо український етнос взагалі не межує з фіно-угорським компонентом, а білоруський — тільки доторкається, то російська популяція знаходяться в одному кластері з фіно-угорським, а не зі слов'янськими етносами. Географічна структура білоруського генофонду відповідає ареалам древніх археологічних культур. Наприклад, ПриДвінський геногеографічний ареал накладається на територію розширення неолітичної нарвської культури (IV—III тис. до н. е.). Згідно середньозважених ефективно-репродукційних демографічних розмірів та згідно з даними про вісім антропосистем генетичних ознак, Білорусь була заселена предками сучасних білорусів приблизно 10 тисяч років тому — при генетичній безперервності тутешнього населення сучасних білорусів з високою часткою впевненості можна вважати нащадками місцевого найдавнішого населення. Білоруські субареали об'єднуються в один, а основний російський простір не має сконсолідованості відрізняючись значним ступенем мозаїчності, тобто генофонд білорусів істотно відрізняється від російського.
Геногеографічний аналіз дозволяє виділити з точки зору антропогенетичної типології регіони:
- північний,
- північнозахідний,
- південно-західний і
- північно-східний[1][31].

Вони зберегли субстратні особливості аборигенів дослов'янської доби в Білорусі. Ці регіони добре кладуться на розроблену схему культурно-географічного районування Білорусі. Як результат не тільки екологічної залежності, але і можливості міжетнічного впливу древніх пластів автохтонного населення Білорусі, є ознаки трьох генетично-антропологічних комплексів з відповідною концентрацією генів на території Білорусі:
- ПриДвіння,
- Центральна Білорусь і
- Полісся[1][31].

### Перші етнічні утворення
Перші поселення людей на теренах Білорусі з'явилися в пізньому палеоліті 27 тис. років тому. На півдні країни, в Гомельській області, виявлені й досліджені дві стоянки відтоді: Бердижська в Чечерському районі (виникла 23 тис. років тому) і Юровічська — в Калинковицькому (існувала 26 тис. років тому). Несприятливі кліматичні умови через тривале розміщення льодовика заважало освоєнню людиною цієї території. Посилення холодів нерідко змушувало людей покидати її та йти на південь. Не виключено, що все населення на території Білорусі в цей період не перевищувало сто осіб, які об'єдналися у декілька ранніх родових громад.
Після закінчення льодовикового періоду (приблизно 10 тис. років тому в добу мезоліту) починається активне заселення території Білорусі протягом IX—V тис. до нашої ери. Різні мезолітичні племена мисливців проникли сюди з сусідніх регіонів і утворили 3-4 етнокультурні області, які мало чим відрізнялися між собою в елементах матеріальної культури. Пізніше (IV—III тис. до н. е.) на їх основі розвинулися неолітичні культури.
Різні території початкового розселення одразу визначили відмінності в етнічному складі населення Білорусі протягом всієї кам'яної доби. На її території проживало кілька племінних груп мисливців і рибалок, які були прямими нащадками найдавнішого населення Східної Європи.
Кордони, які оформилися в мезоліті між окремими племінними групами виявилися досить стійкими й зберігалися протягом декількох тисячоліть. Стійкість етносів й займаних ними територій в умовах однакового способу життя з рівнем однакового господарського та соціального розвитку цих племен свідчить про складні міжетнічні відносини, які виключали значне змішування і проникнення якихось одних племен на територію інших.
Мова здебільшого неолітичних племен Білорусі не піддається визначенню, але безсумнівно, що тогочасні племена не належали до індоєвропейської групи народів. Тому їх можна умовно назвати «доіндоєвропейцями».
У кінці неоліту (III тис. до н. е.) у північні райони Білорусі прийшли нові племена з характерною культурою ямково-гребінцевої кераміки, яку археологи пов'язують з древніми фіно-уграми. Цей висновок знаходить підтвердження також у результатах досліджень антропології та лінгвістики.
Таким чином, початковий період етнічної історії Білорусі збігається з кам'яною добою і пануванням привласнюючої форми господарства, що можна назвати найдавнішим періодом або доіндоєвропейським. Він був найтривалішим, охоплював час з моменту появи на території Білорусі перших людей і до кінця III тис. до н. е. Основним заняттям їх були полювання, рибальство і збиральництво. Багаті дичиною ліси й розвинена система річок з озерами створювали сприятливі умови для таких занять. Все населення Білорусі до кінця кам'яної доби не складало понад 5 тис. осіб.

### Балтський період
Найважливіші зміни в історичній долі населення Білорусі настали наприкінці III — на початку II тис. до н. е.. На її території стали розселятися нові індоєвропейські племена скотарів і землеробів. Велика міграція індоєвропейських племен, яка охоплювала величезні простори Азії та Європи, була викликана переходом індоєвропейців до скотарства і землеробства, які створили абсолютно нові можливості для існування людей. Тваринництво надійно забезпечувало людину м'ясом, молоком, жирами, шерстю. Це швидко позначилося на рівні життя індоєвропейців: значно скоротилася дитяча смертність і збільшилася тривалість життя людей. Все це призвело до різкого збільшення кількості й щільності населення. Власної території для індоєвропейців тоді вже бракувало. І вони вийшли за межі своєї «прабатьківщини» і почали поступово освоювати сусідні території.
Міграція індоєвропейців з області їх первісного місце-розташування (прабатьківщини) здійснювалася в різних напрямках, і зайняла кілька тисяч років. На початку III тис. до н. е. одна з їхніх груп, пройшовши через Іранське плоскогір'я і Середню Азію, розселилися в південних степах Східної Європи, між Волгою і Дніпром. Тут виник великий осередок подальшого просування індоєвропейців у північні та західні регіони Європи, в тому числі й на територію Білорусі.
При розселенні індоєвропейців зберігалися основні риси культури, розносилися культурні досягнення Стародавнього світу (виробничі форми господарства, металургія, колісний транспорт і т. ін.). Перевага нової економіки й культури стали вирішальною причиною, бо їм не тільки вдавалося закріпитися на нових місцях, а й стати переможцями в процесі етнічних взаємодій з місцевими племенами мисливців й рибалок. Місцеве населення сприймало більш високу економіку прибульців і поступово переходило на індоєвропейський лад життя.
Вихід за рамки початкової невеликої території проживання і розселення на великі простори, які супроводжувалися змішуванням з різними народами, привели до розпаду індоєвропейців на безліч споріднених народів, мов і культур.
Приблизно в середині III тис. до н. е. частина індоєвропейських племен просунулася з південних степів на північ, і розселилися в Середньому Подніпров'ї. Де почалося енергійне змішування з племенами місцевої неолітичної культури (дніпро-донецької), у наслідку чого виникла нова археологічна культура ранньої бронзової доби — середньодніпровська.
На рубежі III—II тисячоліття до н. е. племена середньодніпровської культури почали швидко розселятися на території Білорусі. Це поклало початок новому індоєвропейському періодові в етнічній історії Білорусі.
З розселенням індоєвропейців змінився не тільки етнічний склад населення, але й змінилася ціла епоха: кам'яна доба поступилася місцем бронзовій. Стародавня економіка, заснована на полюванні, рибальстві та збиранні, поступово замінювалася виробничою — скотарством і землеробством. Так само значними були соціальні зміни. В індоєвропейців панував батьківський лад і патріархальні відносини. Поширилися нові форми релігії, для яких характерне шанування небесних світил, насамперед сонця.
Скотарсько-землеробські племена, які розселилися на території Білорусі, і далі в Прибалтиці представляли одну з нових гілок індоєвропейців — найдавніших балтів, які займали цю територію до приходу сюди слов'ян. Археологічні та антропологічні дослідження свідчать, що стародавнє доіндоєврапейське населення, залишилося на своїх місцях і поступово асимілювалося прибульцями. Але для цього знадобилося понад тисячу років.
На початку I тис. до н. е. балтські племена навчилися отримувати залізо з місцевих болотних та лугових руд, що поклало початок залізної доби (I тис. до н. е. — середини I тис. н. е.). Якщо раніше племена мали брак металу, який надходив на територію Білорусі з Кавказу і Карпат переважно у вигляді готових виробів, зброї та прикрас, то тепер населення стало володіти своїм металом. Метал дедалі більше впроваджувався в господарське життя людей. За допомогою залізної сокири людина звільняла від лісу земельні ділянки, починала на них вести землеробство. З цим періодом пов'язане виникнення численних укріплених городищ, що слугували місцем проживання великих патріархальних сімей. Така сім'я була одночасно основною господарською та громадською одиницею. У Білорусі налічується приблизно одна тисяча таких городищ. Якщо припустити, що на городищі у середньому мешкало від 50 до 70 осіб, то можна підрахувати, що все населення Білорусі в залізній добі становила від 50 тис. до 70 тис. осіб. У період VII ст. до н. е. — VIII ст. н. е. більшу частину сучасних теренів Білорусі заселяли балтські племена літва і ятвягі; лише на півдні та південному заході мешкали слов'яни.
Патріархальні родини об'єднувалися у роди, роди — у племена. На території Білорусі сформувалося кілька своєрідних археологічних культур, що відображають племінне членування населення. Найважливіші з них є милоградська, зарубинецька, штрихованої кераміки, дніпро-двінська. Всі вони були достатньо розвиненими, попри те, що лісова зона та відносно бідні ґрунти не сприяли господарському розвиткові.
До середини I тис. н. е. у житті племен давньої Білорусі відбулися помітні зміни. Рядові городища поступилися своїм місцем на користь неукріплених поселень, на яких селилися не тільки родинні, але й неспоріднені сім'ї, які разом складали сусідську (територіальну) громаду. Укріплені городища зберігалися часом близько поселень, як місце, куди ховалося населення у разі військової небезпеки.
У другій половині I тис. н. е. на основі культур ранньої залізної доби сформувалися три-чотири нові археологічні культури (довгі кургани, калочинська і банцеровська-тушемлінська). Балтське населення цих культур дожило до приходу і розселення в цих місцевостях слов'ян.
Таким чином, балтський період етнічної історії Білорусі умовно тривав з II тис. до н. е. до середини I тис. н. е., а в центрі та півночі Білорусі — майже до кінця I тис. нашої ери. З цим періодом пов'язане виникнення балтських назв білоруських річок.

### Старожитньоруський період

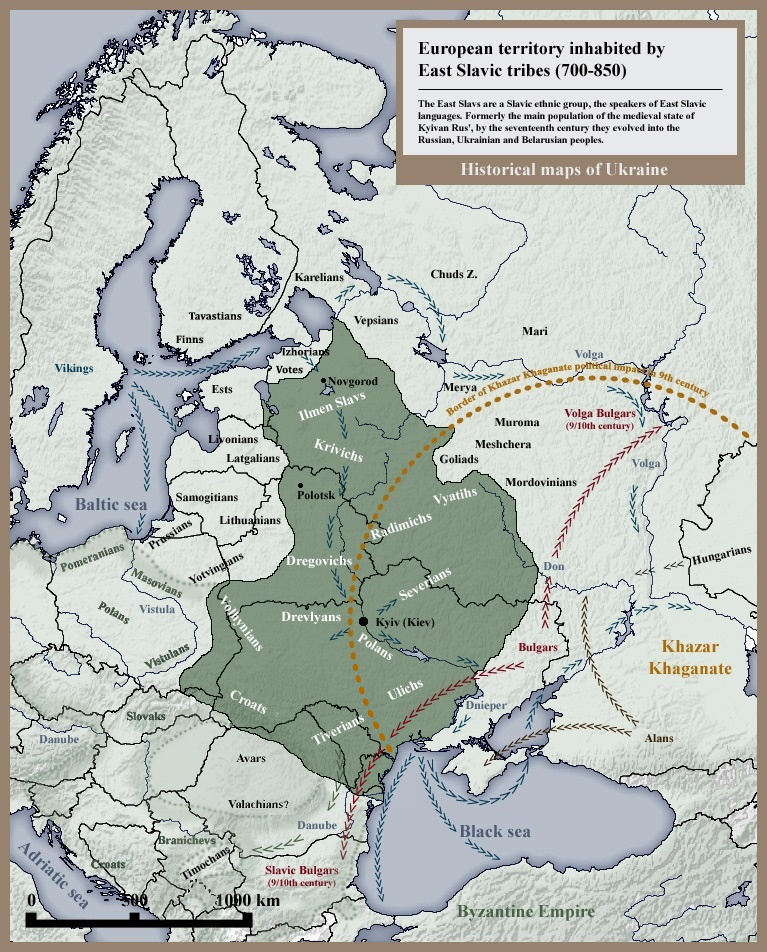
Східнослов'янські племена (700—850 роки н. е.)

До середини I тис. н. е. Східна Європа мала складну етнічну структуру. Лінгвістичні дані свідчать, що тут було кілька різних лінгвістичних зон. На північ від Західної Двіни знаходився стародавній фіно-угорський масив. На південь від нього до Середнього Подніпров'я розташовувався балтський масив. Південніше, у степах жили носії старожитньоіранських мов. Хоча існують різні гіпотези про «місце слов'янської прабатьківщини», лінгвістичні та археологічні дані схиляються до ідеї локалізації її в області між р. Ельбою та р. Віслою, горами Карпатами й Балтійським морем. Вихід слов'ян за межі своєї прабатьківщини й заселення ними Південно-Східної та Східної Європи відбулися відносно пізно, близько середини I тис. н. е.. До того часу належать і перші найбільш точні відомості про слов'ян в писемних джерелах, в яких вони виступають під своєю етнічною назвою («склавини» — слов'яни). Тривале перебування в межах своєї прабатьківщини та відносно пізнє розселення виступили причиною близькості мов і культур у різних слов'янських групах раннього середньовіччя. Слов'яни змогли зберегти й власну загальну самоназву — «слов'яни».
При зростанні чисельності населення слов'яни сильніше стали помічати недолік території, а коли склалися сприятливі геополітичні умови, взяли участь у Великому переселенні народів: почали розселятися на сусідніх територіях за межами своєї прабатьківщини. Одна частина слов'ян заселила Балканський півострів. Інша — пішла на схід і розселилися на півдні Білорусі та півночі України (див. Полісся, поліщуки). Де у VI ст. з'явилися перші точні загальнослов'янські пам'ятники культури празького типу. Вихід слов'ян за межі своєї прабатьківщини та змішування їх з місцевими племенами призвели до розділення слов'ян на три гілки:
- західних,
- східних і
- південних слов'ян.

Південна Білорусь і північна Україна стали прабатьківщиною східних слов'ян. Цим був покладений початок слов'янського періоду в етнічної історії Білорусі.
Період перебування частини слов'ян на території південної Білорусі та північної України виявився дуже важливим в їх історії. Хронологічно він займає відтінок часу з VI ст. до другої половини IX ст.. В V—VIII ст. білоруські землі населяли слов'яни, котрі генетично пов'язані з ранньофеодальним етнополітичним утворенням IX—X ст. полоцьких кривичів, дреговичів, радимичів, частково волинян, частково древлян, частково сіверян; а місцеві балтські племена були ними асимільовані. У процесі змішування різних слов'янських груп між собою і місцевим балтським населенням у цій частині слов'ян виникли й закріпилися нові, тільки їм притаманні ознаки:
- східнослов'янський тип мови,
- єдина культура,
- загальна етнічна самосвідомість.

Є підстави стверджувати, що саме в цей період у них, як і у західних та південних слов'ян, вперше формується державність. Все це стало проявом загальних історичних закономірностей. До початку розселення слов'яни вже перебували на останній стадії первісності, на тому етапі, який називають строєм «військової демократії».
Освоєння нових територій прискорило процес остаточного руйнування первісно-общинного ладу і призвело до виникнення у слов'ян перших державних утворень. З письмових джерел відомо про виникнення в VII ст. держави Само у західних слов'ян, яка успішно боролася проти аварів. У східних слов'ян першим політичним центром судилося стати Києву. Кия та двох його братів Щека й Хорива — літописець називає главами родів на землі полян (див. «Повість врем'яних літ»). Після їх смерті їхні нащадки князювали у полян. Спадкова влада залишалася за родом Кия. Це була перша відома нам місцева слов'янська династія. Такі ж князювання, згідно з літописом, були й у древлян. Називаються і деякі інші області північніше р. Прип'яті, але зі слов'янами їх пов'язувати не можна, оскільки слов'яни туди в той час ще не проникли. Вказівка літопису на боротьбу полян з уличами й древлянами, очевидно, являє собою спогад про боротьбу Києва за об'єднання навколо нього деяких племен. Союз племен розпадається після смерті глави або починається боротьба за перевагу між окремими родами чи племенами. У цей період у східних слов'ян повстала загальна самоназва «русь», «руські».
Таким чином, на півдні Білорусі та півночі України у слов'ян сформувалися всі ознаки, які дозволяють стверджувати про появу нового типу східнослов'янської етнічної спільности — народности, яку заведено називати давньоруським. Її характеризує загальна східнослов'янська (давньоруська) мова, спільна культура, спільна для всіх самосвідомість і самоназва. Археологічні дані свідчать, що східні слов'яни перейшли р. Прип'ять і почали своє подальше розселення на великих просторах Східної Європи лише в другій половині IX—X ст.. До цього часу основним населенням середньої та північної частини Білорусі залишалися балти, а на північ і північний схід від них проживали фіно-угри. З урахуванням цієї ситуації слід розглядати літописне оповідання про «покликання на Русь варягів». Ця розповідь заснована на легенді записаній майже 200 років після зазначених подій, що могло призвести до значних спотворень. До 60-х років IX ст. у Східній Європі склалася складна обстановка. За даними літопису, її північні області стали об'єктом частих і спустошливих набігів від варягів. Де повідомляється про місцеві племена (чудь, весь та ін.), котрі повинні були платити їм данину. На думку деяких дослідників, це не повинно означати їх постійної залежності від варягів. За аналогією з іншими країнами, де діяли нормани (варяги), це був викуп або разові платежі при їх набігах. Найімовірніше, влада варягів на слов'ян, що жили на південь від р. Прип'яті, тоді не поширювалася.
Деякі інші племена Східної Європи, що жили на ріці Ока та р. Посожжя, а також частина слов'ян (сіверян у м. Дісні й поляни на р. Дніпрі), судячи з літопису, платили данину у Хозарський каганат, чия столиця знаходилася в низов'ях р. Волги. Таким чином, Східна Європа у IX ст. була розділена на дві сфери впливу. В її північній половині періодично з'являлися з поборами варяги, на півдні те ж саме робили хозари.
У 882 р. варязький конунг Олег захопив Київ і зробив його своєю столицею. Утвердившись на землі східних слов'ян (полян) і ставши великим князем держави, яка отримала назву «Київська Русь», Олег досить швидко підпорядкував собі землі слов'янські й не слов'янські. Літопис послідовно перераховує походи Олега на землі древлян (883 р.), сіверян (884 р.), радимичів (885 р.). За період між 885—907 рр. Олегу вдалося значно розширити межі Русі й перетворити її в багатоетнічну державу, яку населяли
- слов'яни (Русь — «руські»),
- балти та
- фіно-угри.

Опорними пунктами державної влади стали укріплені фортеці-міста. Значну частину їх населення становили воїни. До X ст. за свідченням археологічних даних, понад 90 % професійних воїнів київських князів становили слов'яни. Широка територія та багатоетнічний склад населення Русі в IX—X ст. ще не мали міцну державу. Сильні були обласні сепаратистські тенденції. Київським князям не раз довелося припиняти спроби окремих народів вийти з-під влади Києва. У 966 р. наприклад, був похід князя Святослава на в'ятичів, які жили на р. Ока. У результаті йому вдалося підпорядкувати їх і накласти данину. Однак, після смерті Святослава в'ятичі знову виходять з підпорядкування, і новому київському князеві Володимиру Святославичу довелося двічі упокорювати їх. У 984 р. Володимир виступав проти радимичів, і його воєвода на ім'я Вовчий Хвіст розбив їх на р. Піщане. Зміцнення влади київських князів на місцях залежало від успіхів слов'янського розселення на північ від р. Прип'яті, і воно, ймовірно, всіляко заохочувалося. Разом з освоєнням міст починається інтенсивне заселення слов'янами території великої держави. Саме до кінця IX—X ст. належать найдавніші слов'янські кургани північніше р. Прип'яті. Десятим століттям датується виникнення і ранніх слов'янських міст, що виникли на тій території. Розселення на нових місцях слов'янських дружинників не могло само собою привести до слов'янізації місцевого населення, лише відбувалася швидка слов'янізація місцевої знаті. Загальна слов'янізація відбувалася в умовах етнічних контактів самих етносів. Беручи до уваги кінцевий результат етнічних процесів, слід вважати, що в нові області переселялися не тільки воїни, а й слов'янське землеробське населення. В заселенні (колонізації) більш північних земель брали участь жителі південних регіонів Русі, які піддавалися постійним набігам і руйнуванню з боку кочівників. Прихід на територію Білорусі слов'янських переселенців з півдня знаходить підтвердження в археологічних матеріалах.
За словами літописця, на нових місцях мешкання, слов'яни отримували нові імена. Деякі з них, ймовірно, перейшли до слов'ян від назв місцевих народів. Так у слов'ян, у міру змішання їх з місцевими жителями, з'явилися інші назви — кривичі, радимичі і дреговичі. Східні слов'яни виступали як один народ, носій єдиної археологічної культури, про що переконливо свідчать речові джерела IX—X ст.. Судячи з лінгвістичних відомостей, процес асиміляції слов'янами місцевого населення на території Білорусі розтягнувся на довгий час, до XII ст.. Що не минуло безслідно і для самих слов'ян, що випробували на собі дію місцевих етнічних субстратів.
Епоха Стародавньої Русі — одна з найяскравіших в історії східнослов'янських народів, яка зберегла про себе пам'ять не тільки в літописах, в художній літературі, у різноманітних пам'ятках історії та культури, а й в усній народній творчості. У складі Русі опинилася більша частина білоруських земель. Київські князі щорічно збирали данину зі всієї країни й провадили добре організовану заморську торгівлю. Через територію Білорусі р. Дніпром проходив один з найважливіших торговельних шляхів, відомий з літопису як шлях «із варяг у греки». На якому йшла торгівля з Візантійською імперією. Річки Західна Двіна і Прип'ять пов'язували Русь із Західною Європою. Притоки р. Дніпра і р. Волги близько підходять один до одного, що дозволяло переправляти торгові судна на Волзький торговий шлях, який вів до країн Середнього Сходу та Близького Сходу. На території Білорусі виявлено безліч закопаних скарбів (свідчення тогочасної жвавої торгівлі), що містять срібні східні монети й прикраси, а також вироби зі скла. За часів князювання Володимира Святославовича Русь набула риси ранньофеодальної монархії. У 988 р. було прийнято християнство, що мало велике значення для зміцнення державної влади й відбилося на етнічних процесах.
Душевний образ, народні звичаї, як і побутова культура білорусів, формувалися історично в Давній Русі. Територія Білорусі становила органічну частину Русі, її західні землі. До середини XIII ст. вони досягли високого культурного розвитку. Поширилися грамотність, про що свідчать написи на побутових предметах: гребенях, прясельцях, посуді, листи на березовій корі. У Полоцьку, Турові й Новогрудку велося літописання. При соборах і монастирях були зібрання рукописних книг. Широку популярність в церковній літературі набули твори Кирила Туровського (XII ст.). Слов'янське населення тогочасної Русі з її західними областями, складало єдину давньоруську народність. Для якої була характерна єдина мова, одна культура, одна релігія і загальна етнічна ідентифікація. Населення Русі вважало себе одним народом і називала себе «руськими» (русинами). Єдність мови і культури слов'янського населення Русі не викликає сумнівів ні у лінгвістів, ні у археологів. Серед ознак народностиі особливе значення мала етнічна свідомість, яка проявляла себе насамперед у самоназві, уявлення про єдину Батьківщину, її географічні простори. Слов'янське населення всієї Русі усвідомлювало себе як єдиний народ, що живе в рамках своєї загальної та єдиної держави. Усвідомлення спільності походження, зміцнення економічних і культурних зв'язків між різними регіонами Русі, структура державної влади, спільна боротьба проти зовнішньої небезпеки, єдина релігія і розповсюдження грамотності — всі ці фактори сприяли інтеграційним процесам у розвитку давньоруського народу. Разом із тим на східнослов'янський етнос, який розселився на великих просторах, впливали також фактори, які вели до поступового поділу давньоруської народности на три окремі народи:
- білорусів,
- українців та
- росіян.

### Фізичний тип
Історичне минуле визначило фізичний тип білорусів. Його антропологічні особливості були успадковані з минулого як результат етнічних процесів, міграцій і змішувань різних етнічних груп. З ними слід пов'язувати присутність у складі сучасного білоруського населення різних антропологічних типів. Події древньої етнічної історії, відмічені змішанням слов'ян з неслов'янськими племенами безпосередньо або через проміжні етноси, що сформували антропологічний тип білорусів. За своїми антропологічними характеристиками слов'янське населення Білорусі представлене трьома основними групами.
На півдні країни в Поліссі білоруси представлені поліським варіантом східноєвропейського антропологічного типу, для якого характерна темна пігментація волосся та очей, відносно вузьке обличчя, середній носовий покажчик (співвідношення ширини й висоти носа) з ум'ятиною спинки носа, помірна брахікефалія (відношення ширини голови до довжини). У всіх цих ознак тип близький населенню півночі України, де слов'яни поширилися зі своєї прабатьківщини в V—VI ст. н. е.. У порівнянні з населенням північної частини Білорусі жителі поліського регіону мають низький зріст.
Населення Двіни та Верхнього Подніпров'я, куди слов'яни проникли в X ст., має світлішу пігментацію волосся, більш широке обличчя, більш увігнуту спинку носа і менший покажчик форми голови.
Ці антропологічні риси й відмінності між південним і північним регіонами Білорусі можна пояснити обставинами заселення території Білорусі слов'янами та їх взаємодією з місцевим дослов'янським населенням. Так, широколицість, короткоголовість і низький ніс були характерні для фіно-угорського населення, яке розселилося у цих місцях в неолітичну епоху, в III тис. до н. е.. У II—I тис. до н. е. фіно-угорські племена були асимільовані балтами, які прийшли сюди, і найімовірніше, перейняли ці ознаки, передавши їх частину слов'янам північної частини Білорусі. Цікаво, що ці риси перейшли до слов'ян не безпосередньо від фіно-угрів, які населяли ці місцевості в неолітичну добу, а від балтів.
Не зовсім ясно, яким був антропологічний тип неолітичного населення середньої та південної частині Білорусі, але він відрізнявся від фіно-угорського й не став помітним на фізичному типі слов'ян. Вважається, що більш значна доліхокронність була засвоєна від балтських індоєвропейців, які розселилися тут у бронзову добу. Однак й самі слов'яни, коли вони вийшли з прабатьківщини, мали той же індоєвропейський тип. У всякому разі, перші слов'яни, носії археологічної культури «кулястих амфор», за антропологічними показниками були типовими індоєвропейцями.
Втім, населення середньої частини Білорусі має проміжні антропологічні показники між поліською і північною групами населення. Етнолог М. Ф. Пилипенко пояснює це процесами дифузії, більш пізніми переміщеннями населення у середню частину Білорусі з північних і південних регіонів, та їх асиміляції. Але не можна виключати можливості, якщо в неоліті тут проживало населення відмінне від фіно-угорців півночі Білорусі, то воно мало ближчі до індоєвропейців антропологічні ознаки, ще до приходу сюди балтів. Це пояснює наявність у населення цієї зони антропологічних рис, середніх між поліським і північно-білоруським типами. Оскільки ж у цілому для білорусів характерне відносно світле забарвлення волосся і очей, то можна стверджувати, що ця прикмета дісталося їм від стародавнього доіндоєвропейського населення білоруського регіону, бо класичні індоєвропейські мігранти належали до малоазійсько-середземноморського антропологічного типу, котрі мали темне забарвлення волосся і ніс з високим переніссям.

## Становлення білоруського етносу

### Розпад давньоруської народности
Білоруська народність, як українська та російська, формувалися на загальній основі — давньоруської народности. Процес цей був поступовим. Протягом кількох століть проявилися основні ознаки властиві білоруському етносу:
- територія,
- спільна мова,
- господарський уклад, що проявляється в народній культурі,
- етнічна самосвідомість.

Різні причини визначали цей процес. Властиві білоруському етносу ознаки почали дозрівати ще у надрах давньоруської держави. Особливість білоруської мови вловлюється вже в документах першої половини XIII ст. А в тексті берестяної грамоти з м. Вітебська, що належить до кінця XIII ст. — початку XIV ст. помітні характерні для білоруської мови «цекання». Але білоруська мова тоді ще не сформувалася, і можна говорити лише про виникнення діалектів в рамках давньоруської мови, на базі яких у подальший період була розвинена білоруська мова. Ще більш переконливо еволюція проявляє себе в матеріальній культурі. Спроби шукати іншу основу розвитку білоруського етносу, переносити цей процес у більш віддалені часи, минаючи давньоруський період і давньоруську народність, не мають історичного підґрунтя і суперечать теорії етногенезу.
Розселення слов'ян на основній території Білорусі північніше р. Прип'яті припадає на період, коли вже виникла давньоруська держава з центром у м. Києві, а східнослов'янський етнос набув якісно інші риси, притаманні народности. В епоху Русі в тодішніх нових історичних умовах тривав процес посилення єдиних економічних і культурних характеристик її населення, котре вважало себе одним «руським» народом. Тому білоруський етнос не міг виникнути на основі племінних східнослов'янських угруповань, яких тоді тут просто не було. Білоруський етнос формувався на базі тієї частини давньоруської народности, яка історично населяла основну територію сучасної Білорусі. Таким чином, виникнення білорусів, як українців і росіян, сягає вже нового періоду, який прийшов на зміну давньоруському періодові.
У XIII ст. — XIV ст. в історії східних слов'ян відбулися важливі політичні зміни, які надовго визначили їх подальший розвиток. Частина Русі опинилася під владою Золотої Орди, а західні та південні землі Русі поступово увійшли до складу нового державного утворення Великого князівства Литовського. Деякі історики вважали, що саме ці події стали вирішальною причиною поділу східнослов'янського (давньоруського) етносу і виникнення білорусів, українців та росіян. Цей факт, безсумнівно, зіграв відому роль у процесі поділу східних слов'ян, але його не можна вважати вирішальним, бо знаходження частини східних слов'ян у складі спільної для них держави (Великого Князівства Литовського) не запобігло поділу їх на білорусів й українців.
Розпад східнослов'янської спільності, виникнення на її основі трьох близьких народів слід розглядати як закономірний історичний процес, прояв загальних законів етногенезу. В умовах панування натурального господарства, відносно слабких внутрішніх економічних зв'язків, рідкісних міграцій великих груп людей, які прив'язані до своєї землі, дому, міста, зберегти єдність мови та культури на всій тодішній великій території, на якій проживало східнослов'янське (давньоруське) населення, було неможливо. Мова і культура не стоять на місці в законсервованому вигляді. Але розвивається і змінюється. І ці зміни не могли відбуватися абсолютно однаково на території від Чорного до Білого моря. Колись єдиний етнос опинився під впливом цілої низки факторів, які вели до роз'єднання. Уже в добу Стародавньої Русі склалися передумови диференціації. Великі земельні простори утруднювали регулярні внутрішньо-етнічні контакти. Феодальна роздрібненість, а потім політичне розмежування ще більше підсилювали процеси диференціації. Відомим чинником роз'єднання стали етнічні субстрати. Поступова слов'янізація неслов'янських корінних племен не могла минути безслідно. Слов'яни все більш помічали зворотний вплив з боку різних етнічних субстратів. На території Білорусі (Білої Русі) це був балтський субстрат, на північному сході Русі — фіно-угорський, на півдні Русі — іранський й тюркський.
Науковці звернули увагу на те, що білоруська народність виникла в тій частині Русі, де до розселення слов'ян мешкали балтійські племена. Процес асиміляції їх слов'янами зайняв кілька століть. Включення до складу східних слов'ян значної частини балтійського народу з його своєрідними мовними й культурними особливостями могло сприяти появі та закріпленню в цій частині слов'ян деяких рис, які стали притаманними тільки білорусам. Це відбилося на фонетичному ладі білоруської мови й на антропологічному типі білорусів. Але абсолютизувати роль балтського субстрату у формуванні білорусів не варто. Балтський субстрат є не лише у білорусів, а й у значної частини російського народу, оскільки балтські племена до приходу слов'ян розселялися на сході до Твері, Москви й Курська. До цього слід додати, що ні в письмових джерелах того часу, ні в народній пам'яті процес змішування, і тим пак вплив його на етнічні ознаки білорусів, не простежується. Білоруси залишилися слов'янами. Збагачуючись новою лексикою і зазнавши деяких змін у фонетиці, білоруська мова зберегла багато давньоруських рис. Просторовий і субстратний чинники діяли по-різному, з різною інтенсивністю на окремі етнокультурні характеристики, але кінцевий результат відомий: на місці давньоруської народности, яка населяла у IX ст. — XIII ст. Русь, до XVI ст. — XVII ст. дозріли три нових народи: білоруський, український та російський.
Який з факторів був вирішальним у формуванні білоруського народу — треба розглядати комплексно, враховуючи всі чинники й простежувати поступове утвердження у населення Білорусі тих ознак у мові, культурі та етнічній самосвідомості, які притаманні саме білорусам, і відрізняють їх від інших народів. Що не виключає того, що деякі з цих ознак можуть бути і в інших етносів.

### Формування території Білорусі
Територія — один з обов'язкових складників етносу. Сучасна територія Республіки Білорусь майже повністю збігається з ареалом розселення білорусів. Деяка частина етнічних білорусів мешкає в сусідніх країнах, але вони навіть у найближчих регіонах не становлять більшості населення. Саме тому Уряд Республіки Білорусі офіційно заявляв, що не має територіальних претензій до жодної сусідньої держави.
Територія Білорусі формувалася в процесі становлення і розвитку білоруського етносу. Протягом усього цього періоду Білорусь не мала великого напливу небілоруського населення, що визначило монолітність етнічного складу Білорусі. Але країна не один раз ділилася, і її окремі частини входили до складу різних держав, потім знову об'єднувалися (див. «Історія Білорусі»).
До середини XIII ст. білоруські землі, на території яких сформувалася білоруська народність, становили органічну частину Стародавньої Русі, заселену єдиною давньоруською народністю. У складі Русі на майбутніх сучасних білоруських землях розташовувалися майже повністю два великих давньоруських князівства — Полоцьке і Турівське. Частина білоруських земель на заході входила до складу Волинського князівства, на сході — Смоленського, на південному сході — Чернігівського та Київського. А ці великі області поділялися на удільні князівства. Основи майбутнього територіально-адміністративного ділення Білорусі були закладені в епоху Стародавньої Русі. «Західна Русь» склала прообраз майбутньої Білорусі.
У середині XIII ст. вся територія Білорусі увійшла до складу Великого князівства Литовського, Жемайтського і Руського. Під загальною назвою «руських земель» вони складали в ній 9/10 всієї її історичної території. Колишні наділи й князівства довго зберігали свої кордони. На цей період припадає формування білоруського етносу.
У 1569 р. Велике князівство Литовське разом з білоруськими землями увійшло до складу Речі Посполитої.
У 1770-1790-х роках Річ Посполита стала легкою здобиччю сусідів, й в наслідку трьох розділів її територія була розділена між Росією, Пруссією і Австрією. Відповідно до першого розділу 1772 р. до Росії відійшла східна частина Білорусі з містами Вітебськ, Могильов, Гомель, Полоцьк. У другому в 1793 р. — центральна Білорусь з Мінськом і в третьому розділі в 1795 р. — західна частина з Гродно і Берестям. У наслідку вказаних розділів усі білоруські землі увійшли до складу Російської імперії.
Під орудою Росії до Жовтневого державного перевороту більшовиків у 1917 р. територія Білорусі була розділена на 5 губерній — Віленської, Гродненської, Вітебську, Мінську і Могилевську. Незначна частина білоруського населення проживала в Смоленській, Чернігівській та Волинській губерніях.
Після державного перевороту у жовтні 1917 р., була проголошена у 1918 р. Білоруська Народна Республіка, а у січні 1919 р. було проголошено створення Білоруської Радянської Соціалістичної Республіки. Проте в результаті невдалої для Радянської Росії війни з Польщею 1920 р. за Ризьким мирним договором у 1921 р. Західна Білорусь відійшла до Польщі. 30 грудня 1922 р. після закінчення Громадянської війни Росії і військової інтервенції проти Радянської Росії утворилися чотири радянські республіки — БРСР, РРФСР, УРСР і ЗРФСР; котрі були об'єднані в одну державу — Союз Радянських Соціалістичних Республік (СРСР).
У травні 1923 р. на прохання тодішнього керівництва Білорусі ЦК РКП (б) ухвалив рішення про передачу білоруських етнічних теренів суміжним повітам РРФСР, в яких переважало білоруське населення. Для реалізації рішення була створена змішана комісія, куди увійшли представники БРСР, Вітебської, Гомельської і Смоленської губерній РРФСР. Територія Білорусі становила всього 55,2 тис. км², з населенням 1 млн 555 тис. осіб.
У березні 1924 р. на підставі декрету РРФСР зі складу Вітебської губернії до БРСР відійшли повіти: Вітебський, Городоцький, Дрісенський, Лепельський, Оршанський, Полоцький, Сєнненський і Суразький. Зі складу Гомельської губернії — Могильовський, Рогачовський, Биховський, Климовицький, Чериковський, Чауський повіти, та волості (Дярновічська, Мухоїдівська, Наровлянська, Круковицька, Карповицька та ін.). Зі складу Смоленської губернії до Білорусі відійшли повністю Горецький повіт і волості Мстиславського повіту (Шамовська, Старосільська, Казимир-Слобідська) з містом Мстиславлем. Внаслідок цього укрупнення БРСР її територія збільшилася до 110,5 тис. км², а чисельність населення — до 4 млн 171 тис. осіб. У тому ж році був змінений адміністративний поділ. Були скасовані повіти й волості. Територія БРСР була розділена на 10 округів (Мінська, Вітебська, Бобруйська, Оршанська, Полоцька, Могильовська, Мозирська, Калінінська з центром у Климовичах, Борисовська, Слуцька) і 100 районів.
У 1926 р. відбулося друге укрупнення БРСР. До Білорусі були приєднані Гомельський та Речицький повіти, що збільшило її територію на 120 тис. км², а населення — до 5 млн осіб. Білоруська територія, чисельність населення та економічні можливості були частиною СРСР.
Західна Білорусь залишалася у складі Польщі до вересня 1939 р., коли у наслідку Пакту «Молотова — Ріббентропа» від Польщі на початку Другої світової війни до БРСР (СРСР) були долучені білоруські етнічні землі. Однак, Білостоцька область населена в значній частині білорусами, відійшла до Польщі. Під час Другої світової війни на білоруських теренах існував також німецький окупаційний адміністративний поділ під назвою «Білорутенія».
Попри те, що територія з білоруським населенням послідовно входила до складу різних держав (Великого князівства Литовського, Речі Посполитої, Російської імперії, СРСР) і деякий час була розділена державними кордонами, вона змогла зберегти свою цілісність, що створило умови для формування білоруського народу. Так завершилося формування території сучасної Білорусі, яка налічувала близько 10 млн осіб.

### Формування культури білорусів

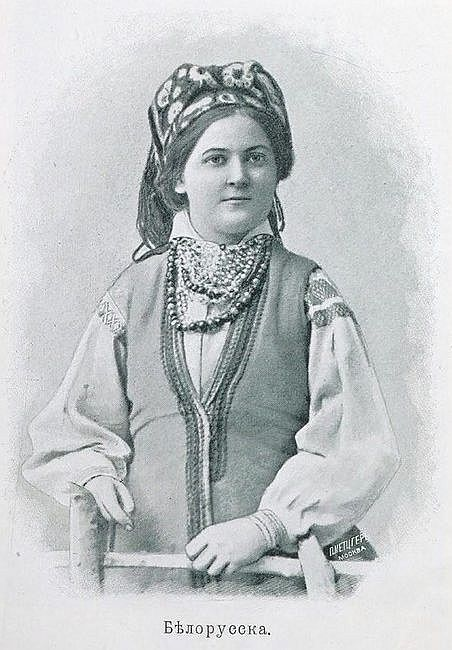
Білоруска, 1904 рік

Формування білоруського етносу сталося переважно у період Великого князівства Литовського, і тривало потім, оскільки етнічні процеси не мають перерв.
На теренах Білорусі складалися і закріплювалися властиві білорусам етнографічні особливості в матеріальній культурі. Майже повсюдно стверджувалася система землеробства. Поширювалися однакові типи пристроїв для обробки ґрунту і збирання врожаю. Основним орним пристроєм стала двозуба соха. Для розпушування ґрунту, закладення в нього насіння та догляду за посівами стали застосовувати дерев'яну, часто плетену борону.
Набула однорідності побутова культура. Найбільш поширеною стала зрубна хата зі стійким внутрішнім плануванням. На основі давньоруського чоловічого та жіночого костюмів сформувалися характерні види народного одягу Білорусі. Загальні для всіх білоруських областей риси відзначаються в їжі, обрядах й звичаях, народній художній творчості.
У наслідку пожвавлення економічної діяльності у містах сформувався сильний міський стан з його характерним побутом.
Заходи, пов'язані з організацією управління державою, і введенням єдиного законодавства завдали відчутного удару на удільну систему, що розділяла країну на безліч дрібних маєтків. Сильна верховна влада, встановлена наприкінці XIV ст. — на початку XV ст., неабиякою мірою сприяла об'єднавчим процесам, більш тісним економічним й етнічним зв'язкам між різними областями. Цим було створено передумови для формування етнічної території білорусів.

### Формування білоруської мови

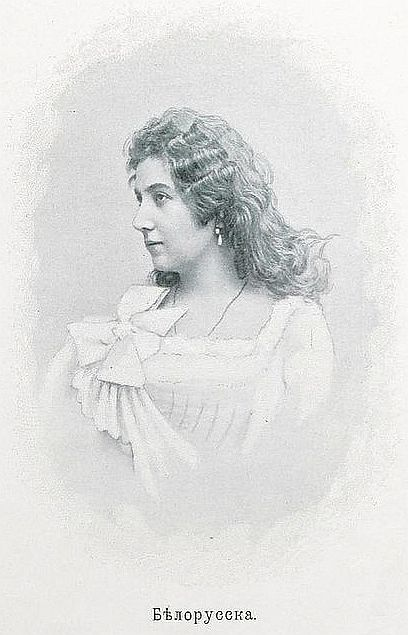
Білоруска, 1904 рік

Істотні перетворення відбулися в мові східнослов'янського населення зазначеної території. Поступово вона набувала нових рис, притаманних мові нового етносу. Ці зміни торкнулися фонетики, лексики та синтаксису. Серед фонетичних змін особливо помітним стало «дзекання» і «цекання» («дзєд» замість давньоруського «дед», «цєнь» замість «тень»), тверда вимова звуку «р», «акання» і «якання» (біл. бяроза), використання приставних приголосних і голосних звуків на початку слова (біл. возера замість «біл. озера», біл. ільняны замість «біл. льняны», тобто «лляної» від «льон»).
Положення східнослов'янської мови у Великому князівстві Литовському як офіційної мови державних документів, законодавства і судочинства сприяло її збагаченню новою лексикою, що відбиває різні сторони соціально-політичного життя. Утворилася термінологія, пов'язана з системою феодальних відносин. Ставали загальними назви повинностей і податків, посадових осіб та органів державної влади.
У 1569 р. Велике князівство Литовське об'єдналося з Польським королівством у складі нового державного утворення — Речі Посполитої. Період знаходження білоруських земель у складі цієї держави виявився несприятливим для розвитку білоруської мови. Велика частина білоруських феодалів полишила рідну мову й ополячилася, ослаб вплив у державі білоруської культури, сповільнився розвиток білоруської літературної мови. В офіційній писемності білоруська мова мала поступатися тискові польської мови. Кирилиця стала замінюватися латинською графікою (латиницею).
У 1697 р. польський сейм заборонив використання білоруської мови в суді, державних установах та в книгодрукуванні. У білоруську лексику проникло багато слів і термінів, запозичених з польської мови та середньовічної латинської мови. Зберегти мову і національну культуру змогли народні маси селянства, яке становило абсолютну більшість населення білоруських земель. Білоруська мова продовжувала розвиватися як народно-діалектна.
Наприкінці XVIII ст. білоруські землі увійшли до складу Російської імперії. Це врятувало білоруський народ від остаточної полонізації, але з'явилися проблеми зі зросійщенням. Білоруси розглядалися Росією як гілка російського народу, а білоруська мова у працях російських лінгвістів зараховувалася до «особливої південноросійської вимови» разом з українською мовою (напр. у Шахматова О. О. та ін.). Тому з боку російської держави практично не робилося жодних заходів до збереження і розвитку білоруської мови. Більш того, все робилося для того, щоби замінити білоруську мову російською мовою в Білорусі. Навчання на білоруській мові вважалося «місцевим діалектом» і рекомендувалося вести тільки в початковій школі. Білоруська мова не застосовувалася в офіційних російських документах на території Білорусі під владою Російської імперії. Склалася досить парадоксальна ситуація, коли особливо у великих губернських містах Білорусі, де були зосереджені державно-адміністративні установи Росії і навчальні заклади, мовою спілкування та офіційних документів була насаджена російська мова. А у сільській місцевості Білорусі, де мешкали переважно не грамотні, панувала білоруська мова (аналогічно ситуації з українською мовою в Україні).
За підсумками Всеросійського перепису населення 1897 р. у межах етнічної території білорусів, де мешкало близько 4,8 млн осіб (це жителі 35 повітів п'яти білоруських губерній з 47) рідною мовою назвали білоруську мову. Здебільшого це було сільське населення, котре переважало чисельно. А до кінця XIX ст. зросло міське населення з 350 тис. до 650 тис., де питома вага білорусів складала 14,5 %. У процесі капіталістичного розвитку білоруські міста перетворювалися на промислово-торговельні та культурні центри, що відіграло об'єднавчу роль для формування білоруської нації. Посилювалася і роль середнього класу, робітників, національної інтелігенції. Купці, які назвали рідною білоруську мову під час згаданого перепису мешкали в 23 повітах зі згаданих 35, а також — менш ніж у половині білоруських міст. Білоруську мову назвали рідною мовою близько 52 % спадкових дворян зазначених 35 повітів, а в сільській місцевості цей показник мав 60,3 %. Рідною мовою білоруську вважали 60 % тодішніх вчителів, 40 % імперських чиновників, 29 % поштово-телеграфних службовців, 20 % лікарів, 10 % юристів Російської імперії. Вони складали основу білоруської національної інтелігенції, білоруську еліту. До неї слід віднести також письменників та інших творчих осіб пов'язаних з білоруською культурою.
У XX ст. білоруська мова була визнана національною для Білорусі. Після державного перевороту більшовиків у 1917 р. й проголошення БРСР вперше білоруська мова була визнана в Конституції державною мовою. У 1920—1930-х роках було дуже багато зроблено для впорядкування білоруської мови, розроблена граматика, складені словники. Білоруська мова була введена у державне життя. За роки радянської влади на білоруській літературній мові були написані та опубліковані видатні твори, які збагатили білоруську мову.

### Формування етнічної самосвідомості білорусів
Однією з найважливіших ознак етносу є етнічна ідентифікація. Етнічна самосвідомість розвивається повільніше, ніж інші ознаки етносу. Однак тільки з її затвердженням завершується становлення нового етносу.
У литовців існує давня традиційна назва щодо білорусів — гуди, що виникла від назви готів періоду II—III ст.
Одна з відомих назв народу білорусів це «Литва» в межах теренів сучасної Білорусі, що виникла від слова «Лютва». Котре своєю чергою повстало від назви народу-мігрантів лютичів-воїнів із полабських слов'ян; міграція яких відбулася з Помор'я в західну і центральну Білорусь, де Чорна Русь, через басейн річок Німан і Вілія — з причини «хрестового походу» німців проти слов'ян (див. «Розселення німців на схід», «Слов'янське повстання 983 року», «Венденський замок» тощо). Де заснували понад 55 населених пунктів. Саме дружину воїнів-звірів племені лютичів називали «литва», а ядро їх суспільства сформувалося в області між Новогрудком, Мінськом, Слонімом і Кревом. Це територія Стародавньої Литви, земля Литовська зі столицею Новогрудком (це місто Новгород літописного Рюрика, Новогород-Литовський), що невипадково стало першою столицею Великого князівства Литовського.
Етнонім «білоруси» до кінця XIX ст. витіснив всі інші назви, хоча в деяких місцевостях і раніше використовувалися і локальні етнікони «поліщуки», «полєсяни»; а мешканці віддалених районів не могли визначити свою національно-етнічну приналежність і називали себе «тутейші», «тубільці».
Отже етнонім «білорус», назва «білорус», «Біла Русь», «Білорусь» закріпилися за вказаним населенням і їх країною не одразу. Термін «Біла Русь» є в латинській формі як «лат. Alba Russia» в польській хроніці за 1382 рік, «лат. Alba Rossia» у німецьких хроніках XIV ст.. Наприкінці XVI ст. — XVII ст. назва «Біла Русь» застосовувалась і в російських документах. Як свідчать джерела, жителі Великого князівства Литовського, а потім і Речі Посполитої, які приїжджали в Московію називали себе «beбілорусцем», «русином», «білорусином» або «литвином», іноді «литвинами-білорусами». До того ж литвинами називали себе зазвичай жителі більш західних слов'янських областей Великого князівства Литовського. Для порівняння, населення Московії литвини-білоруси називали московитами, а їхню мову — московською, свою ж називали руською (в тому числі й у письмових документах). Жителі Московської держави, а потім і Російської імперії, найчастіше називали предків білорусів «литовцями», що не варто плутати з сучасним поняттям «литовці», і таке положення зберігалося аж до початку XIX-го століття. Про таку довготривалу давню назву свідчать події 5-го серпня 1772-го року (перший поділ Речі Посполитої). Коли генерал-губернатором на захоплених Росією білоруських землях Катерина II призначила свого фаворита графа Захара Чернишова. А він отримав вищий наказ:
|  | З дня дійсного на тих землях зайнятих під Державу нашу збирати всі публічні доходи в нашу казну. Суд і розправу веліти чинити в існуючих містах за тамтешніми правами й звичаями, але нашим ім'ям і владою. Веліти обнести весь простір нових кордонів від одного краю до іншого стовпами з імператорським нашим гербом, після чого щоби щодо меж з литовцями ніде спору бути не могло. |

У той же час з'явився новий етнонім — «білоруси» («білорусці»). Спочатку він належав тільки до населення Смоленської губернії, Могильовської губернії й частково Вітебської губернії. Найбільше яскраво це все було зображено на карті Гійома де Боплана «MagnusDucate Lithuaniæ & Russia Alba» XVII століття.

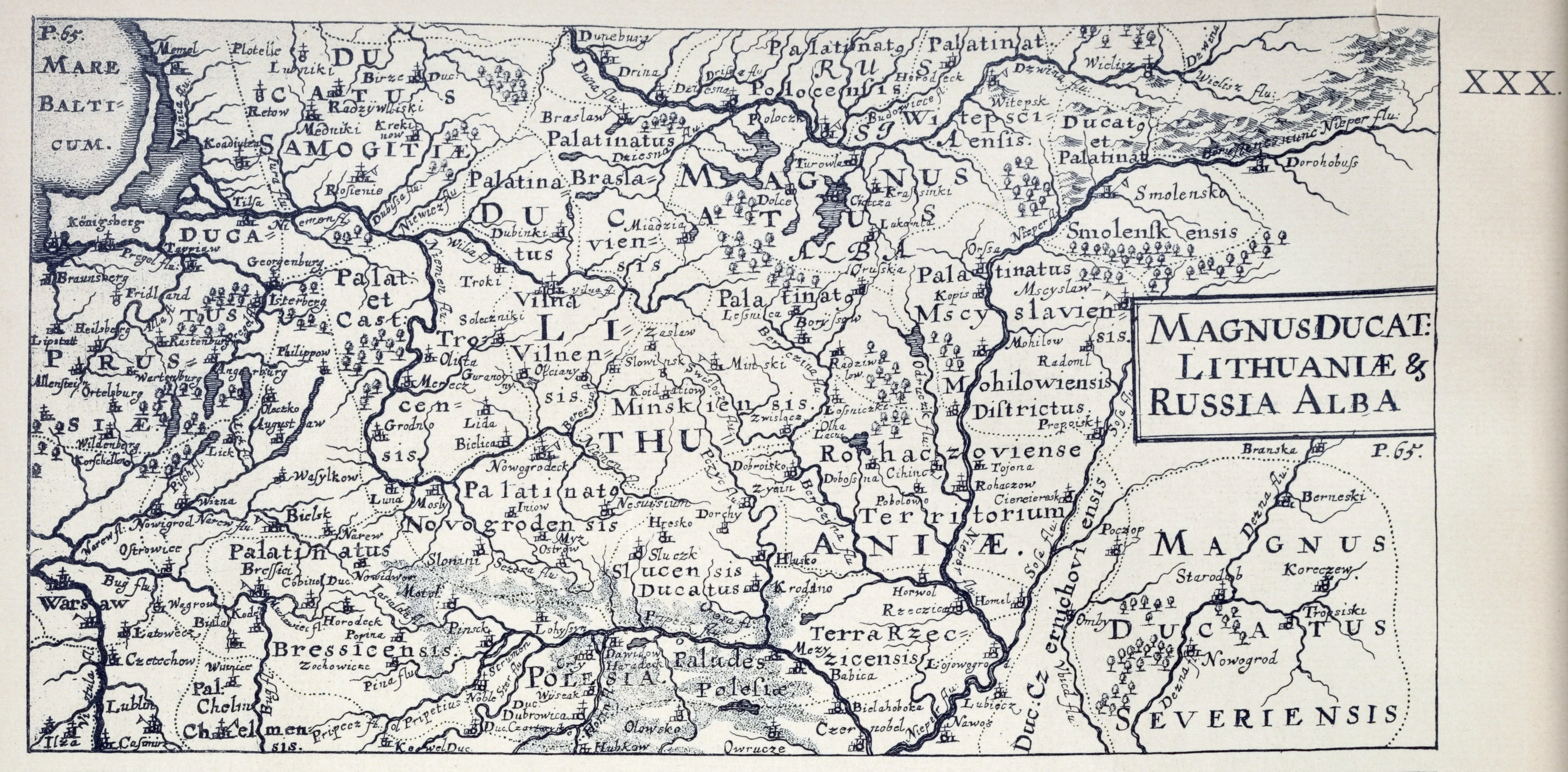
Карта «Великого Князівства Литовського та Білої Русі» (1687). Територія сучасної Білорусі позначається як «Литва» (Lithuaniæ), а територія сучасної Литовської республіки як «Жамойть» (Samogitia)

Жителі ж Верхнього Подніпров'я, м. Полоцька і м. Вітебська називали себе, як правило, «білорусцами». Причина таких відмінностей у назві населення, була тому, що західні землі Білорусі увійшли до складу Русько-Литовської держави (ВКЛ) раніше, ніж наддніпрянські. Тому в деяких тогочасних документах ту частину Білорусі називають «Литовською Руссю». Східні ж області, навпаки, довгий час зберігали назву Русь. Слово «білий» має кілька значень. Воно означає не тільки колір. Його синонімами є слова «вільний», «світлий» — чистий від рабства і «західний» у слов'янському світоглядові (див. «Білі серби», «Білі хорвати», «Бойки» тощо).
Малоймовірною видається ідея, яка пропонувалася академіком Юхимом Карським, що національна назва білорусів пов'язана лише з їх «світлим традиційним народним одягом» і «світлим забарвленням очей та волосся». В епоху Стародавньої Русі населення її західних земель мало ті ж антропологічні характеристики, проте не мало такої самоназви. У тогочасний період поняття й слово «білий» також вживалося щодо «великої території» на заході чи півночі коло моря, або щодо «язичницького народу ще нехрещеного в нову християнську релігію», тобто стародавніх народів дохристиянської доби (див. «Біла Хорватія», «Бойківщина» тощо). А литовською мовою «Baltai» (Балтика) — є білий колір, лит. baltas — біле, лит. Baltarusiai — білоруси.
Вельми переконливим видається припущення, що назва країни з білоруським народом пов'язана зі словом «вільний» (з невипадковою назвою міста м. Вільно в межах етнічної історії білорусів) у значенні «свобода». Адже історія білоруських земель дає підстави для таких пояснень. Оскільки білоруси мали волелюбний менталітет з традиціями Віче з Русі (обрання князів княжити), перебували у підданстві Великого князівства Литовського і під впливом Речі Посполитої. Де Статут Литовський був зразком для цивілізації європейських країн, а тодішнє державне утворення з білорусами було колискою сучасної європейської демократії: Короля обирала шляхта (електори шляхетного електорату, депутати депутації від сеймиків шляхти, був рокош, існувала золота вольность тощо). Тому російська окупація Великого князівства Литовського з репресивним «разбором шляхти» стала національною трагедією Білорусі, невипадково виразившись у повстання Тадеуша Костюшко проти Росії, юридичною оцінкою Тадеушем Рейтаном неправомірності тодішніх історичних подій та ін..
Протягом тривалого перебування в складі Великого князівства Литовського та Речі Посполитої білоруси не відокремлювали себе як етнос від населення інших областей колишньої Русі й називали себе як і раніше руськими (русинами). Так називав себе в своїх книгах великий білоруський просвітник XVI ст. Франциск Скорина. Мову своїх книг він теж називав руською. Така ідентифікація підтримувалася ще й тим, що жителі білоруських земель (Біла Русь) та українських земель (Червона Русь) розумілися один з одним при спілкуванні, а також — з мешканцями Московії, хоча останніх не вважали частиною Русі. Вони сповідували християнську релігію, яка надавала в ті часи дуже сильний вплив на свідомість, спосіб життя та поведінку людей. Протягом довгого часу етнічна належність нерідко підмінялася релігійною. Поняття «православний» могло ототожнюватися з поняттям «руський». Тому майже всі, хто сповідував православ'я, стереотипно могли вважати себе руськими. Хоча на формування власне білоруської самобутності впливала 250 років греко-католицька церква, проти якої виступив загарбницький російський режим на білоруських теренах (див. «Полоцький собор»). Усвідомлення єдності східних слов'ян продукувалося деякими мислителями. У Густинському літописі кінця XVI ст. — початку XVII ст. писалося:
|  | Вестно есть всем, яко сии все... Москва, Белая Русь, Волынь, Подоля, Украйна, Подгоря... единокровны и единорастлны, себо суть и ныне все общеединым именем Русь нарицаются |

Простий і неграмотний народ не знав про поступову втрату східнослов'янської етнічної єдності, що поява і закріплення в різних областях суспільного життя нових елементів у мові та традиційній культурі порушували колишню етнічну однорідність, чимраз більше віддаляючи один від одного населення східнослов'янських регіонів.
Разом з цим у стосунках з литовцями, німцями чи поляками жителі білоруських земель ясно усвідомлювали свою відмінність і насамперед — у мові та релігії. Наступ римо-католицтва і поширення польської мови та культури в середовищі панівного прошарку феодалів, яке почалося після укладення уній Великого князівства Литовського з Польщею, ще більше зміцнювало частину народу у свідомості своєї відмінності від римо-католика-феодала, який говорив на чужій йому мові, ходив не в церкву, а в костел. Все це підкреслювало етнічну відмінність та сприяло зростанню національної самосвідомості.
Також регулярні негативні історичні події з боку Московії зі століття в століття укріплювали в самосвідомості білоруського народу окремішність, зміцнювали потяг до національної ідентичності, до незалежного від Московії білоруського державницького життя. Білоруси піддані Великого князівства Литовського, сучасники того історичного періоду залишили свідчення свого світогляду в документах, де можна зустріти те, що все що за містом Смоленськом на схід від Великого князівства Литовського це «не Русь», а «Окраїна Руська» (див. «Смоленське воєводство», «Жижемські» тощо). Тогочасна свідомість етносу Білої Русі стала свідком форми геноциду заподіяного російським військом у 1654—1667 рр. у Білорусі (етнічної чистки), участі в цьому українських козаків, найнятих за гроші й відданих під керівництво московського царя (з наслідками загибелі половини білоруського народу). Коли тотально вирізалися мирні мешканці білоруських провінцій (повіт за повітом) — 50 % мирного народу Білої Русі втрачено назавжди. Наприклад, у м. Мстиславлі в 1654 р. від рук російських військ 15 000 білорусів загинуло, а живими лишилося близько 700 мешканців. Тодішні білоруси не бажали вступати в лави українського козацтва під владою царя Московії. Через що серед патріотів Білорусі й досі можна зустріти огиду до козацтва.
Репресії Росії проти білорусів і російське нищення ВКЛ, репресії проти греко-католицької церкви Білорусі (яка існувала на той час вже 250 років) та насаджування Російської Православної Церкви Московської Патріархії (яка геть зовсім не мала місця на тих теренах) вже на початку XX ст. призвело до спотворення національної самосвідомості білорусів: насильно ставши російськими православними населення Білорусі нерідко називало себе вже росіянами, а насильне насаджування російської мови та російського трактування білоруської історії закріплювало зросійщення білорусів у Російській імперії, що продовжувалося в СРСР. Велика роль у формуванні білоруської етнічної самосвідомості належить національній літературі й літературній мові. Потужним чинником утвердження національної самосвідомості та національної гордості стало проголошення першої національної білоруської держави (БНР) у 1918 р. і незалежної Республіки Білорусь у 1991 року. Консолідація білоруського народу в рамках власної суверенної держави й затвердження етнічної самосвідомості завершила формування білоруської нації, її загального інформаційного та економічного простору.
У всі часи білорусам властива була прихильність до землі-годувальниці, до рідного Краю, пристосування праці та відпочинку до природно-сезонних циклів, патріотизм й гуманність. Їхня свідомість еволюціонувала від побожності до атеїзму, від магічно-міфологічних уявлень до матеріалізму.
Сучасні білоруси завдяки досвіду розселення предків громадами в болотно-лісистій місцевості мають сформовану мужність у подоланні труднощів, природний індивідуалізм. Як пристосувальні механізми через часті агресії сусідніх народів у менталітеті білорусів проявилися риси релігійної толерантності, спокій, витривалість, не-агресивність, врівноваженість, ощадливість (економічність), безконфліктність (флегматичність), неметушливість. Відчуття прикордонності Захід-Схід Європи стимулювали пошук свого національного шляху розвитку білорусів. На загал у білорусів відсутнє імперське почуття переваги над іншими народами. Вони законослухняні, небагатослівні, стримані, у них відсутня схильність до бурхливого виразу емоцій, свої проблеми вони переживають внутрішньо не виставляючи на публіку. Водночас з досвіду розселення предків на рівнині отримали у спадок сформовану відкритість, не-хитрість, добродушність, наївність; вони — миролюбні, мають добрий гумор, самокритику і визнання гідності в інших народів світу.
Російська влада з російською мовою завадили відновленню позицій історичного розвитку мови білорусів протягом періоду перебування білорусів в СРСР та в Російській імперії. І білоруська мова досі має примусово обмежені функції, і положення білоруської мови нині є критичне через згубний вплив Російської Федерації (див. «Росіїзація Білорусі» тощо). Навіть через чужинецький вплив на Білорусь у сучасників білоруського народу є ослаблений механізм національно-культурної ідентифікації.

## Ідентифікація
Що стосується самоназви «білорус», то вона довго була малопоширеною та формувалася поступово:
1. Західні балти, венеди, литва (лютичі), ятвяги (дайнови), пруси: Ятвягія, Судовія.
2. слов'яни Чорної Русі та Білої Русі (Київська Русь): дреговичі, радимичі, кривичі.
3. білорусини, литвини (Велике князівство Литовське): русини, руси, руські, поліщуки.
4. білоруси (БНР, БРСР, Республіка Білорусь).